# مؤتمرات شانتيلي

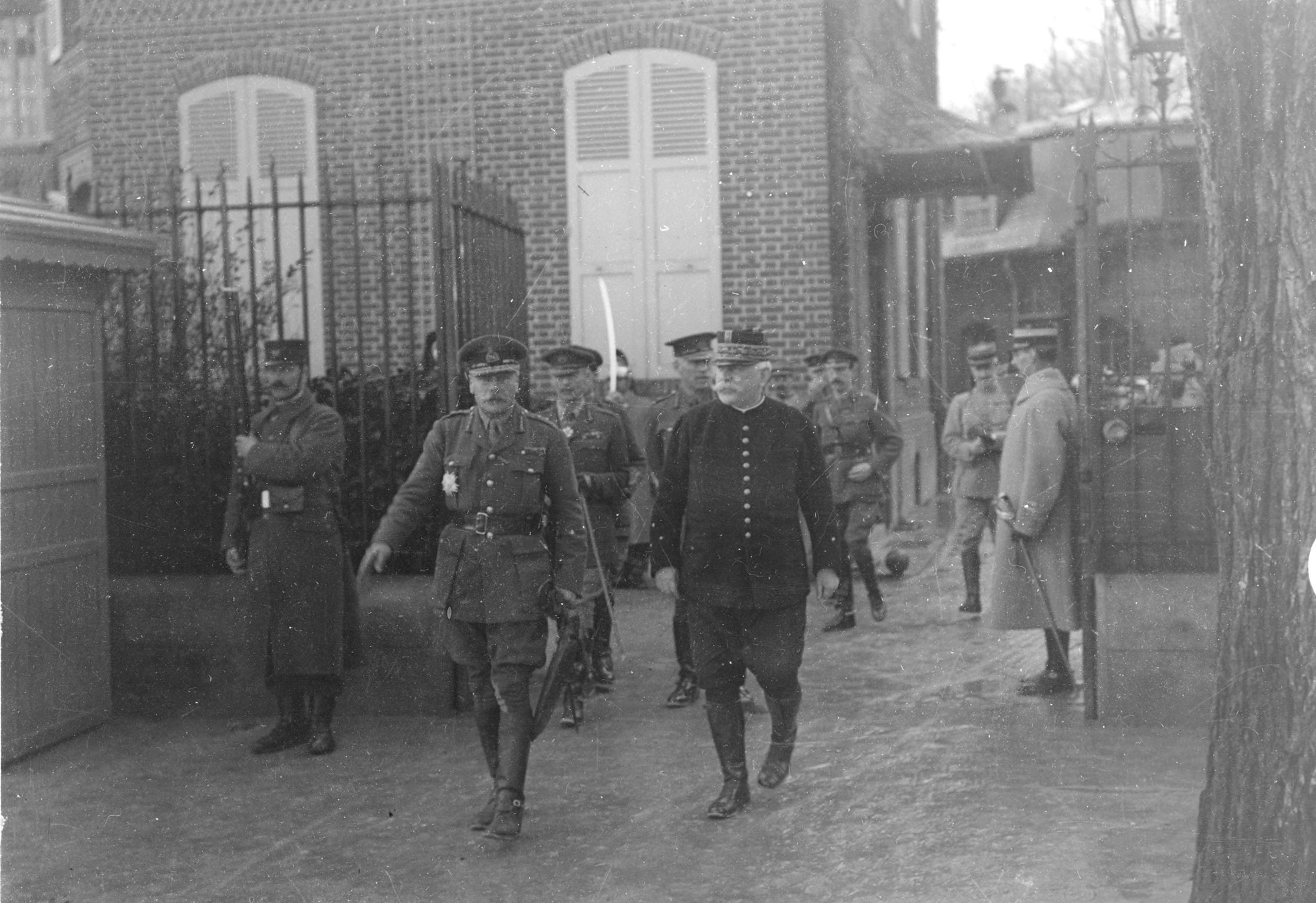
صوره تظهر دوغلاس هيج و جوزيف جوفري أمام مقر القائد الفرنسي في شانتيلي في ديسمبر 1915

مؤتمرات شانتيلي هي مؤتمرات حربية أقيمت خلال الحرب العالمية الأولى (1914-1918) بين قوات الحلفاء وهم بريطانيا والإمبراطورية الروسية وفرنسا وإيرلندا، ضد دول المركز وهي الإمبراطورية الألمانية والإمبراطورية النمساوية المجرية ومملكة بلغاريا والدولة العثمانية آنذاك.

## المؤتمر الأول
أُقيم مؤتمر شانتيلي الأول وهو المؤتمر الداخلي الأول لقوات الحلفاء في الحرب العالمية الأولى في شانتيلي، فرنسا بعد دخول إيطاليا الصراعات مع دول المركز. حضره مُمثلين عن الدول المشاركة، من بينهم ممثل بريطانيا (رئيس الأركان السير جون فرينش ورئيس الأركان العامة ويليام روبيرتسون)، من فرنسا حضر (وزير الحرب أليكساندر ميليراند ورئيس الأركان جوزيف جوفري) وبعضاً من الدول الأخرى مثل بلجيكا وإيطاليا وصربيا وروسيا.
استغل جوفري المؤتمر بنصح حلفائه بأن فقط من خلال العمل المنسق، والمنظم، سيكون للحلفاء فرصة ونصيب أكبر للتقدم وتحقيق الفوز. مع ذلك، لم يتم تحقيق ما كان مرجواً من هذا المؤتمر ولم يتم الاتفاق على شيء مهم كنتيجة لهذا المؤتمر. كان قد عقد مؤتمر آخر بعد خمسة أشهر في شانتيلي، يختلف هذا المؤتمر عن الذي سبقه بكونه أكثر تحديداً وطموحاً في وضوح أهدافه، وأدى إلى الالتزام من قبل الحلفاء الآخرين بشن هجمات كبيرة من عندهم إذا ما رأت قوات الحلفاء بخطورة واضحة من دول المركز.

## المؤتمر الثاني
مؤتمر شانتيلي الثاني كانون الأول 6-8، 1915، كان مؤتمرا للتخطيط العسكري للحلفاء يضم ممثلين عسكريين من جميع قوات الحلفاء - الفرنسية والبريطانية والأيطالية والروسية - لوضع وتخطيط إستراتيجية محكمة ومنسقة للعام المقبل ضد قوى دول المركز في الحرب العالمية الأولى.
وعقد المؤتمر في مقر قائد الجيش الفرنسي الجنرال جوزيف جوفري في شانتيلي. وكان الممثلان عن بريطانيا هما رئيس الأركان السير جون فرينش والسير أرشيبالد موراي. وكان الجنرال كارلو بورو يمثل إيطاليا.
اقترح المارشال جوزيف جوفري واتفق نظرائه الحلفاء على أن هجمات قوات الجيوش المتحالفة على الجبهة الغربية ينبغي البدأ بها في وقت واحد أو بأوقات متقاربة جداً وفي الوقت المناسب بحيث أن العدو لن يكون قادراً على نقل احتياطياته من جبهة إلى أخرى ". الهجمات المنسقة مثل هذه كان يعني أنها يجب أن تأتي في غضون الشهر نفسه من بعضها البعض، وكان من المقرر أن تبدأ هذه الهجمات في أقرب وقت ممكن، بالأضافة إلى الهجمات المحلية المحدودة التي تحدث عند العدو للتعزيز من ضعف العدو كما يسمح الموقف بذلك.